# Uropterygius
Uropterygius és un gènere de peixos marins pertanyent a la família dels murènids (Muraenidae).

## Etimologia
Uropterygius prové dels mots grecs oura (cua) i pterygion (ala petita).

## Taxonomia
- Uropterygius concolor (Rüppell, 1838)
- Uropterygius fasciolatus (Regan, 1909)
- Uropterygius fuscoguttatus (L. P. Schultz, 1953)
- Uropterygius genie (J. E. Randall i Golani, 1995)
- Uropterygius golanii (McCosker i D. G. Smith, 1997)
- Uropterygius inornatus (Gosline, 1958)
- Uropterygius kamar (McCosker i J. E. Randall, 1977)
- Uropterygius macrocephalus (Bleeker, 1864)
- Uropterygius macularius (Lesueur, 1825)
- Uropterygius marmoratus (Lacépède, 1803)
- Uropterygius micropterus (Bleeker, 1852)
- Uropterygius nagoensis (Hatooka, 1984)
- Uropterygius oligospondylus (I. S. Chen, J. E. Randall i K. H. Loh, 2008)
- Uropterygius polyspilus (Regan, 1909)
- Uropterygius polystictus (G. S. Myers i Wade, 1941)
- Uropterygius supraforatus (Regan, 1909)
- Uropterygius versutus (W. A. Bussing, 1991)
- Uropterygius wheeleri (Blache, 1967)
- Uropterygius xanthopterus (Bleeker, 1859)
- Uropterygius xenodontus (McCosker i D. G. Smith, 1997)